# Rallye de Côte d'Ivoire
 (octobre 2023).
Si vous disposez d'ouvrages ou d'articles de référence ou si vous connaissez des sites web de qualité traitant du thème abordé ici, merci de compléter l'article en donnant les références utiles à sa vérifiabilité et en les liant à la section « Notes et références ».
Le Rallye Côte d'Ivoire Bandama (RCIB) est une compétition automobile organisée en Côte d'Ivoire depuis 1969 conçue par Jean-Claude Bertrand. Elle prend pour modèle l'East African Rally, réputé comme le plus difficile des rallyes africains. Le RCIB fut incorporé au Championnat du monde des rallyes de 1978 à 1992.

## Création et faits marquants
Avant l'indépendance, dans les années 50, l'Automobile Club de Côte d'Ivoire (A.C.C.I.) a organisé deux rallyes, en 1955 et 1956.
En 1967, Gaston Gardelle, un passionné d'automobile qui avait déjà créé à Dakar l'Ecurie Sénégal où il organisait annuellement des compétitions automobiles, fondait l'Ecurie Ivoire qui visait à créer une émulation et à préparer la future FISA (Fédération Ivoirienne de Sport Automobile). Son intervention auprès de ses nombreux amis de la Fédération française du sport automobile et de l'A.C.C.I., lui permet d'organiser en 1969 un rallye international : le Rallye du Bandama, qui rencontre un franc succès[réf. souhaitée].
Le premier grand rallye organisé sous la présidence de Gaston Gardelle, a eu lieu les 6 et 7 décembre 1969. Cette édition couvrait 1115 km et comprenait deux secteurs de liaison Abidjan-Yamoussoukro et Yamoussoukro-Bouaké-Abidjan. Il a été remporté par M. et Mme Gérenthon sur Renault 8 Gordini.
En 1972, la quatrième édition du Rallye du Bandama (du nom d'un grand fleuve de la Côte d'Ivoire) rentre dans la légende puisqu'aucun des concurrents ne franchit la ligne d'arrivée, un fait unique dans les annales des rallyes.
Entre 1973 et 1977, le match France-Japon (Peugeot, Datsun et Mitsubishi) est sans merci. Les voitures japonaises enregistrent des succès : Datsun en 1973 grâce à Hermann-Schuller, et Mitsubishi en 1977 avec Andrew Cowan-Johnstone Syer sur Colt Lancer.
Dès 1978, le Rallye du Bandama intègre le circuit du championnat du monde. Il devient le troisième rallye africain comptant pour le Championnat du monde. En 1979, il prend le nom de Rallye Côte d'Ivoire.
En 1989, Adolphe Choteau monte sur le podium de l'épreuve alors âgé de 62 ans, dans le cadre du WRC.
En 2018, Alain Ambrosino, président de la Fédération ivoirienne de sport automobile et vice-président de la Confédération africaine, sur les conseils de Michèle Mouton, propose le rallye pour être de nouveau une des épreuves du Championnat du monde. Il présente un dossier au gouvernement ivoirien qui ne suit pas, et l'année suivante c'est le Rallye Safari qui obtient l'agrément pour intégrer le calendrier WRC.

## Principaux concurrents

### Constructeurs les plus titrés
- Mitsubishi est la marque la plus titrée au Bandama, puisqu'elle y a remporté dix-sept (17) victoires : Andrew Cowan en 1977 sur une Colt Lancer 1600, Patrick Tauziac en 1990 sur Galant VR4, Kenjirō Shinozuka en 1991 et 1992 sur Galant VR4, Alain Ambrosino en 1996 et 1997 sur Lancer Evo III, Tom et Bob Colsoul (les fils de Guy Colsoul) en 2001 sur Lancer Evo VI, Soumaoro Moriféré en 2009, 2011 et 2012 sur Lancer Evo IX et en 2017 sur une Evo X, enfin Gary Chaynes sur Lancer Evo9 et 10 en 2014, 2015, 2016, 2018, 2020 et 2021.
- Peugeot dont le nom reste indissociable de l'épreuve l'a remportée six fois (6) dont trois consécutives dans les années 70. L'autre grand nom associé au Rallye, Datsun puis sous la marque Nissan, l'a remporté quatre fois (4), tout comme Subaru (2003, 2005, 2006 et 2013) et Toyota (1983, 1985, 1986 et 1989). Audi a été vainqueur trois fois (3), Renault et Mercedes deux fois (2), Opel, VW et Skoda une fois (1).

- Mitsubishi = 17 fois.
- Peugeot = 6 fois.
- Toyota - Subaru - Datsun/Nissan = 4 fois.
- Audi = 3 fois.
- Renault - Mercedes = 2 fois.
- Opel - VW - Skoda = 1 fois.

### Pilotes les plus titrés en catégorie WRC
- Le Franco-Ivoirien Gary Chaynes  et l’Ivoirien Soumaoro Moriféré  sont les deux pilotes les plus titrés de cette épreuve (sur Mitsubishi Lancer Evo9 et 10 Gr.N). Gary Chaynes l’a remporté six fois et Soumaoro Moriféré quatre fois.
- Le Suédois Björn Waldegård  a remporté trois fois (en 1980 sur Mercedes 500SLC, puis 1983 et 1986 sur Toyota Célica Twin-cam Turbo Gr.B) le Rallye de Côte d'Ivoire, quand il faisait encore partie du WRC (de 1978 à 1992).
- Il est rejoint par Alain Ambrosino  pilote franco-ivoirien, qui l'emporte en 1988 sur Nissan Silvia 200SX, puis en 1996 et 1997 sur Mitsubishi Lancer Evo3 Gr.N.
- Le Franco-Ivoirien Patrice Servant  l'emporte en 1993 et 1994 sur Audi Quattro S2 et en 1998 sur Peugeot 106
- L'Ivoirien Fané Bakary  gagne les éditions de 2003, 2005 et 2013 sur Subaru Impreza GT et WRX STI Gr.N12.

## Éditions
Le 23 novembre 1969 disparaissait, au cours d'un tragique accident de la route (en reconnaissant le parcours du premier Bandama), Gaston Gardelle, Fondateur et Président de l'Écurie Ivoire.
Passionné de sport automobile, il avait déjà créé à Dakar l'Écurie Sénégal, et organisait chaque année des rallyes automobile. Lui-même excellent conducteur, il participa à de nombreuses épreuves avec succès.

### 1969
Gaston Gardelle a été le véritable créateur du Rallye du Bandama. Il est décédé en reconnaissant le parcours de la 1re édition, le 23 novembre 1969. Il a donné son nom à la 1re coupe de ce rallye. Il avait déjà fait beaucoup pour le sport automobile au Sénégal. Première édition du Rallye du Bandama créé par Jean-Claude Bertrand et une équipe de copains. Il est disputé en décembre, après la saison des pluies.
Le départ est donné à Abidjan pour une première épreuve, d'une dizaine de kilomètres, sur le circuit de la Djibi. Cette « spéciale » sert à déterminer l'ordre de départ de la première des quatre boucles qui se disputent autour de Yamoussoukro. Après 4 000 km, puis 5 000 km dès 1974, l'arrivée est jugée à Abidjan. Les quatre cinquièmes de l'épreuve se disputent sur des pistes de terre battue.
58 partants, 43 classés, 15 abandons.
- 1er M. et Mme Gérenthon Renault 8 Gordini, 2e Grange-Vaché Opel GT, 3e Zuliani-Fiori Opel Kadett, 4e Greorgieff-Le Moyne Fiat 124 Spider, 5e Bret-Bret Ford Escort GT, Sabbague-Sabbague (Peugeot 204), Saucet-Dussart (Toyota), Chapuiss-Grac (Simca 1501S), Ambrosino-Page (R8 Gordini), Assef-Jamin (Mercedes 260SL), Garlet-Van Assche (Autobianchi Primula Coupé), Miginiac-Leonard (Renault 16), Cerf-Tashdjian (Renault 16TS), Guiguery-Jaber (Alfa Romeo 1300J), etc.

### 1970
28 partants, 5 classés.
- 1er Schuller sur Datsun 1600 SSS, 2e Spinelli sur Toyota 1900 SL, 3e Reignien sur Renault 16 TS, 4e Cerf au volant d'une Renault 16 TS et 5e Saucet sur Toyota 1900 SL..

### 1971
La présence de rallymen européens comme Bob Neyret donne au rallye une notoriété internationale. 
Bob Neyret, Jacques Terramorsi, Claudine Trautmann et Marie-Odile Desvignes ont quitté Abidjan couverts de lauriers, et après avoir assuré les organisateurs du 3e Bandama de leur participation pour la quatrième édition.
Tous ont, en effet, été enthousiasmés par la variété et la difficulté du parcours sur 2 650 km de pistes, par l'opposition aussi qui leur fut offerte, des pilotes locaux se montrant particulièrement à l'aise sur leur terrain. Le plateau de voitures au départ et à l'arrivée est particulièrement varié.
35 partants, 8 classés.
- 1er Neyret-Tarramorci (Peugeot 504 TI Sari), 2e M. et Mme Gérenthon (Peugeot 504 TI Sari), 3e Bouchet Claudine-Desvignes (Renault 16 TS), 4e Dugue Alain-Jabet (Simca 1100S), 5e Turco Francois-Donth (Datsun 240 Z), 6e Bertrand Philippe-Gelin Maurice (Renault 16 TS), 7e Konsler-Leclerc (Renault 16 TS), 8e Gahoudy F.-Ly Abdoulaye (Peugeot 304)..

### 1972
Le Rallye du Bandama obtient sa dimension internationale cette année-là, sur un parcours de quelque 4 000 km à couvrir pratiquement en « non-stop » à 100 km/h de moyenne, le rallye a dû être arrêté à Daloa, dans le centre-ouest de la Côte d'Ivoire. La seule voiture encore digne de ce nom était la Peugeot 504 de Tony Fall et Gérard Flocon, mais son retard sur l'horaire imparti était tel qu'elle fut mise hors course.
Un grand pas est franchi, et le départ un plateau réunit les meilleurs rallymen mondiaux : Larrousse, Mehta, Chasseuil, Fall, Mikkola, Mäkinen, Guichet, Neyret, Bochniceck, Nicolas, Gamet, Verrier, C. Trautmann, Pescarolo, Pagani, Beltoise. On découvre également des locaux très rapides, Assef, Mitri, Ambrosino par exemple.
43 voitures au départ, plus que 25 à Bouaké... et plus aucune au retour à Daloa après 2 500 km de course (sur 4 000 km prévus). Il ne reste plus que Metha, Mitri (tous deux sur Datsun), et Tony Fall sur Peugeot. Metha puis Mitri et enfin Fall sont mis hors-course avant Daloa. Un fait unique dans les annales des rallyes qui place d'emblée le Bandama parmi les très grandes épreuves africaine

### 1973
Un triomphe pour Datsun, l’épopée du Bandama qui veut voyager loin...
Les Datsun irrésistibles, Herrmann devant Larrousse. Profitant des pénalités écopées par Larrousse et Dreyfus, Herrmann et Schüller gagnent le Bandama dans leur Datsun 180BSSS même s’ils n'étaient pas les premiers arrivés. Record du nombre d'engagés, les prix non distribués lors de l'édition 1972 sont remis en jeu. Sur les 3897km du parcours, 3540km de pistes, en piètre état, devaient être couvertes à la moyenne imposée de 95km/h. Deux des trois 504 engagées par le team Aseptogyl-Esso sont à l’arrivée de ce Bandama : Hoepfner, Vannoni, Trautmann et Palayer. C’est inespéré quand on sait que les quatre filles (ainsi que C.Dacremont et C.Vernet accidentées au Bandama) ont, avant d’affronter les pistes ivoiriennes, effectuée le trajet Paris-Abidjan par la route !... Et ce n’est pas fini, après le Bandama, les filles sont reparties avec leurs 504 vers Monte-Carlo via le Sahara !...
59 partants, 8 classés, 51 abandons.
- 1er Herrmann-Schuller (Datsun 180 BSSS), 2e Gérard Larrousse-Dreyfus (Datsun 180 BSSS), 3e Richard Bochnicek-Kaja DS 23 proto, 4e Mitri-Karam (Datsun 180 BSSS), 5e Neyret-Terramorsi Citroën SM proto, 6e Verrier-Umbricht (Citroën SM proto), 7e Hoepfner Mariane-Vanoni (Peugeot 504), 8e Trautmann Claudine-Palayer (Peugeot 504).

### 1974
Cette année le Bandama avait légèrement changé de visage : les équipages allaient accomplir quatre boucles convergeant vers Yamoussoukro (Yakro).
Le départ et l'arrivée marathonienne (5 000 km) étant prévus à Abidjan (Abj.) Victoire à émotions pour Mäkinen. Battu l'an passé en endurance, sur le plan de la solidité mécanique, par les Datsun 180 BSSS, Peugeot devait prendre, cette fois, une belle revanche, en s'adjugeant la victoire avec Mäkinen-Liddon, les deux premières places en tourisme avec les locaux Brouns-Orio et Ly-Gahoudy.
50 partants, 6 classés.
- 1er Timo Mäkinen-Liddon (Peugeot 504), 2e Chasseuil-Jaubert (Datsun 180 BSSS), 3e Kallstrom-Billstam (Datsun 180 BSSS), 4e Brouns-Orio  (Peugeot 504) climatisée, 5e Grégoire-Guérin (Datsun 260 Z), 6e Ly-Gaoudi (Peugeot 504).

### 1975
Face à face Peugeot-Datsun lors de cette édition du Bandama. Chez Peugeot, on attendait Mäkinen, Mikkola ou Bernard Consten. Le duel prit fin lors de la quatrième et dernière boucle avec l'abandon de Herrmann sur Datsun 180B. Succès de Peugeot dans la dernière épreuve routière de l'année. La victoire revient au Français Consten, sur Peugeot 504 coupé V6 devant le Finlandais Mäkinen, lui aussi sur Peugeot, et Samir Assef sur une voiture identique en troisième position.
39 partants, 13 classés.
- 1er Consten-Gérard Flocon (Peugeot 504 V6), 2e Timo Mäkinen-Henry Liddon (Peugeot 504), 3e Samir Assef-Jean Yves Burelle (Peugeot 504), 5e Guy de la Drière-Daniel Le Saux (Peugeot 504), 6e François Turco-Jean-Paul Cerutti (Renault 17 Gordini), 7e Adolphe Choteau-François Pages (Peugeot 504), 8e Christine Dacremont-« Ganaëlle » (Peugeot 504), 13e Brouns-Touré (Peugeot 504 break) 11 h 56 min 04 s.

### 1976
Au départ de ce 8e Rallye du Bandama, la principale attraction était constituée par la présence du coupé V6 Peugeot 225 ch, apparu en début de saison. Peugeot n'eut cette année aucune peine à confirmer ses performances. Le Parc fermé face à la lagune d'Abidjan ressemblait à une succursale Peugeot présentant en supplément quelques « reprises » clients... 17 Peugeot engagées face à 2 Ford, 1 Alpine, 6 Datsun, 6 Toyota, etc.
51 partants, 8 classés.
- 1er Mäkinen-Liddon (Peugeot 504), 2e Nicolas-Lefèbvre (Peugeot 504), 3e Pescarolo-Flocon (Peugeot 504), 4e Dacremont-Vanoni (Peugeot 504), 5e Guichet-De Alexandris (Peugeot 504), 6e Ambrosino-Bureau (Datsun 180BSSS), 7e Vincens-Faure (Mitsubishi Colt Lancer), 8e Genestier-Lemordant (Datsun 240Z)...

### 1977
Après la domination absolue des marques françaises, la victoire passe aux mains des Mitsubishi japonaises. Au volant d'une Lancer, Andrew Cowan s'impose devant son camarade d'écurie le Kényan Joginder Singh, après les abandons de Nicolas et de Mikkola qui cassent leurs voitures dans cette édition, car le rallye est très dur, avec des pistes très difficiles et un parcours de presque cinq mille kilomètres.
50 partants, 9 classés.
- 1er Cowan-Syer (Mitsubishi Colt Lancer), 2e Singh-Doughy (Mitsubishi Colt Lancer), 3e Guichet-De Alexandris (Peugeot 504), 4e Mitri-Copetti (Datsun 180B SSS), 5e Vincens-Giallolacci (Mitsubishi Colt Lancer), 6e Deladrière-De Clercq (Peugeot 504), 7e Choteau-Destaillats (Peugeot 504), 8e Ferber J.-Ferber MP. (Peugeot 504), 9e Tuffal-Degiovanni (Datsun 180B SSS).

### 1978
Le Bandama est pour la première fois inclus au Championnat du monde des rallyes. En avançant sa date au mois d'octobre, la course se dispute sous de constantes pluies torrentielles qui provoquent l'abandon de quarante-deux des cinquante-et-un équipages engagés. Peugeot domine l'épreuve et prend la première et la seconde places, avec respectivement Jean-Pierre Nicolas et Mäkinen, et la quatrième avec Simo Lampinen tandis qu'Alpine Renault prend la troisième place avec Jean Ragnotti.
51 partants, 9 classés.
- 1er Nicolas-Gamet (Peugeot 504 coupé V6), 2e Mäkinen-Todt (Peugeot 504 coupé V6), 3e Ragnotti-Andrié (Renault 5 Alpine), 4e Lampinen-Aho (Peugeot 504 coupé V6), 5e Fréquelin-Delaval (Renault 5 Alpine), 6e Vincens-Giallolacci (Mitsubishi Colt Lancer), 7e Noujaïm-Mages (Mitsubishi Colt Lancer), 8e Assef-Burelle (Peugeot 504 coupé V6), 9e Page-Saget (Datsun 1600SSS).

### 1979
L'édition suivante, toutefois, s'avère catastrophique pour Peugeot. Disputé en décembre, le Rallye de Côte d'Ivoire 1979, alors qu'il n'est pas gêné par la pluie, est au plus aussi dur que celui de l'année précédente puisque seuls huit des cinquante-sept participants parviennent à rejoindre l'arrivée. Pour ce qui est de la dernière manche du championnat du monde, le Finlandais Hannu Mikkola et le Suédois Björn Waldegård se disputent ce qui va devenir le premier championnat du monde des pilotes. C'est le premier qui remporte cette édition mais c'est le second, Waldegård, qui enlève le titre en prenant la deuxième place au volant d'une Mercedes 450 SLC. Le troisième est Andrew Cowan, lui aussi sur Mercedes 450 SLC, tandis que les trois Peugeot abandonnent.
57 partants, 8 classés.
- 1er Mikkola-Hertz (Mercedes 450SLC), 2e Waldegård-Thorszelius (Mercedes 450SLC), 3e Cowan-Kaiser (Mercedes 450SLC), 4e Preston-Doughty (Mercedes 450SLC), 5e Andersson-Liddon (Toyota Célica RA40), 6e Ambrosino-Schneck (Peugeot 504 coupé V6), 7e Mitri-Fornano (Datsun 160J), 8e Paure-Manfredini (Datsun 160J).

### 1980
Mercedes l’emporte et puis s’en va... La puissance des coupés Mercedes, bien aidés par une imposante assistance, ne laissait aucun doute pour la victoire. Premier des équipages privés, le couple Vincens (Mitsubishi) terminait pour la 5ème fois consécutive cette épreuve. Par sa 3ème place, Ambrosino sauvait l’honneur des Peugeot et se voyait ainsi classé "gradé A" pour 1981. Cette course est de nouveau la dernière du championnat du monde des pilotes avec cette fois une victoire pour Mercedes, avec Waldegård au volant d'une 500 SLC, et qui finit troisième au championnat du monde des pilotes que remporte l'Allemand Walter Röhrl, qui n'a pas jugé utile de disputer cette épreuve.
52 partants, 11 classés.
- 1er Waldegaard-Thorzellus (Mercedes 500SLC), 2e Recalde-Straimel (Mercedes 500SLC), 3e Ambrosino-Bureau (Peugeot 504 V6), 4e Assef-Fourcade (Toyota Célica 2000 GT), 5e Preston Jr.-Billstam (Mercedes 500SLC), 6e Munari-Jaubert (Fiat 131 Abarth), 7e Eklund-Sylvan (Toyota Célica 2000 GT), 8e Lefèbvre-Delferrier (Peugeot 504 V6), 9e Vincens-Vincens (Mitsubishi Lancer), 10e Saad-Dromard (Datsun 160J), 11e Moreau-Giallolaci (Peugeot 504 V6).

### 1981
Le Rallye de Côte d'Ivoire devient l'avant-dernier de la saison et laisse au RAC le privilège de clore le championnat du monde des pilotes.
Le Finlandais Timo Salonen est vainqueur en 1981 sur Datsun Violet GT. S’appuyant sur sa très efficace Sunbeam Lotus, de loin la meilleure voiture du groupe 2, Talbot occupe la tête du Championnat du monde des marques, avec 24 points d’avance sur Datsun. La marque France-britannique ne dispose cependant pas de modèle adapté aux pistes africaines et ne sera pas présente en Côte-d’Ivoire, contrairement au constructeurs japonais, dont les voitures sont favorites sur ce terrain. 
Ari Vatanen est une légende du rallye depuis 1981, l’année de son unique sacre en WRC au volant de la Ford Escort RS 1800 de l’équipe privé Rothmans avec une poignée de points d’avance sur Guy Fréquelin.
Forces en présence : Datsun Violet GT et les 160J, Ford Escort RS 1800, Peugeot 504 V6 et la 505 diesel, Toyota Célica, Audi Quattro, Porsche 924 GTS, Alpine A310...
51 partants, 9 classés.
- 1er Salonen-Harjanne (Datsun Violet Gt), 2e Eklund-Spjuth (Toyota Célica RA40), 3e Mehta-Doughty (Datsun Violet GT), 4e Mitri-Copetti (Datsun 160J), 5e Fréquelin-Todt (Peugeot 504 coupé V6), 6e Ambrosino-Le Saux (Peugeot 504 coupé V6), 7e Assef-Jaubert (Toyota Célica 2000GT), 8e Durieu-Tastet (Peugeot 504 coupé V6), 9e Vatanen-Richard (Ford Escort RS 1800 MKII).

### 1982
51 voitures prennent le départ face à l'hôtel Ivoire, le 27 octobre à 20 h.
Il s'agit du premier rallye africain pour l'équipe Audi Sport, pour la Renault 5 Turbo et la Lancia Rally. Chez les pilotes, du premier rallye africain pour Michèle Mouton, Adartico Vudefieri et Björn Johansson. Surtout, première participation et première victoire à l'épreuve de Walter Röhrl alors qu'il n'a même pas reconnu un mètre du parcours !
51 Partants, 6 classés.
- 1er Röhrl-Geistdörfer (Opel Ascona 400), 2e Eklund-Spjuth (Toyota Célica 2000 GT), 3e Waldegård-Thorszelius (Toyota Célica 2000 GT), 4e Saby-Le Saux (Renault 5 Turbo), 5e Ambrosino-Fauchille (Peugeot 505), 6e Salim-Konan (Mitsubishi Lancer Turbo 2000).

(7 équipages à l'arrivée - déclassé: Molino-Albanese sur Fiât 127 Sport à l'issue des 5 000 km de course)..

### 1983
C'est finalement Björn Waldegaard qui a imposé sa Toyota Célica Twin Cam Turbo, au terme d'un chassé-croisé avec l'Audi Quattro de Hannu Mikkola. Le Finlandais a finalement pu préserver une seconde place qui lui assurait d'être le champion du monde des conducteurs de rallyes 1983.
Voitures : Première victoire pour Toyota Celica Twin Cam Turbo. Première victoire de Toyota dans une manche africaine du championnat du monde. Première victoire d'un moteur turbocompressé dans une manche africaine du championnat.
Pilotes : Premier rallye extra-européen pour Lasse Lampi et Juha Kankkunen.
50 partants, 8 classés.
- 1er Waldegård-Thorszelius (Toyota Célica Twin Cam Turbo), 2e Mikkola-Hertz (Audi Quattro), 3e Eklund-Spjuth (Toyota Celica TCT), 4e Assef-Barrault (Toyota Celica), 5e Ambrosino-Le Saux (Peugeot 505), 6e Salim-Konan (Mitsubishi Lancer Turbo 2000), 7e Thibaud-Clave (Mitsubishi Lancer), 8e Molinié-Molinié (Datsun 160 J)..

### 1984
Stig et Hannu, les Africains... Blomqvist remporte la 16e édition sur Audi Sport Quattro Gr.B.
Ils sont partis cinquante mais sur les cinquante voitures qui ont passé le podium d’Abidjan, il n’en restait que quatorze après trois sections. Ils sont arrivés à quatre, six finalement après un repêchage issu d’une réunion du collège des commissaires qui dura près de six heures... C’était la 1re victoire africaine pour Audi, la 1re victoire de la Sport Quattro en Championnat du monde, et le doublé en Championnat des Pilotes pour Blomqvist et Mikkola. Triomphe AUDI tout de même... 
50 partants, 6 classés.
- 1er Blomqvist-Cederberg (Audi Sport Quattro Gr.B), 2e Mikkola-Hertz (Audi Quattro Gr.B), 3e Mehta-Combes (Nissan 240RS Gr.B), 4e Ambrosino-Le Saux (Opel Manta 400 Gr.B), 5e Horsey-Williauson (Peugeot 504 Pick-Up Gr.B), 6e Tauziac-Cournil (Mitsubishi Colt Gr.A).

### 1985
En sursis depuis plusieurs années, le Rallye de Côte d’Ivoire ne compte plus que pour le Championnat du monde des pilotes de rallyes. Pourtant, aucun de ceux qui l’on disputé cette année, les Salonen, Blomqvist, etc. n’était là. Seuls - à part le cas Michèle Mouton - les constructeurs japonais, Toyota, Nissan et Mitsubishi (avec leurs "clients") ont joué le jeu. Ils savent eux, comment on forge une réputation dans les rallyes africains. Les mieux armés étaient doublé, ex-aequo en fait, mais départagés par le règlement. Les Nissan étaient moins rapides, mais endurantes : Ambrosino et Kirkland furent des 3e et 4e logiques. Et toutes les voitures rescapées étaient des japonaises. 
50 partants, 8 classés. 
- 1er Kankkunen-Gallagher (Toyota Célica Twin Cam Turbo), 2e Waldegaard-Thorszelius (Toyota Célica Twin Cam Turbo), 3e Ambrosino-Le Saux (Nissan 240RS), 4e Kirkland-Combes (Nissan 240RS), 5e Salim-Konan (Mitsubishi Lancer Turbo), 6e Molino-Massela (Sunbeam 4x4), 7e Petit de Granville-Carrascosa (Toyota Corolla), 8e Dieval-Cournil (Mitsubishi Lancer Turbo).

### 1989
Alain Oreille avec sa Renault 5 GT Turbo du Diac-Simon Racing team reste dans l'histoire comme étant le seul pilote à avoir remporté une manche du Championnat du monde des rallyes avec une voiture du groupe N, au Rallye de Côte d'Ivoire durant l'édition 1989 (le Belge Pascal Gaban ayant échoué dans cet exploit pour 1 min 31 s, lors de cette même épreuve justement, l'année précédente).
60 partants, 7 classés.
- 1er Oreille-Thimonier (Renault 5 GT Turbo), 2e Tauziac-Papin (Mitsubishi Starion Turbo), 3e Choteau-Claverie (Toyota Corolla GT), 4e Segolen-Aimon (Toyota Corolla), 5e Servant-Charbonnel (Toyota Corolla 16V), 6e Graziani-Occelli (Toyota Corolla), 7e Antoine-Raymond (Peugeot 205 GTI 1.6).

## Palmarès complet
En 1959, Bernard Consten remporte une compétition nationale « ancêtre » du Bandama, dénommée le Rallye de Côte d'Ivoire (copilote André Briat, sur Renault Dauphine Spéciale).

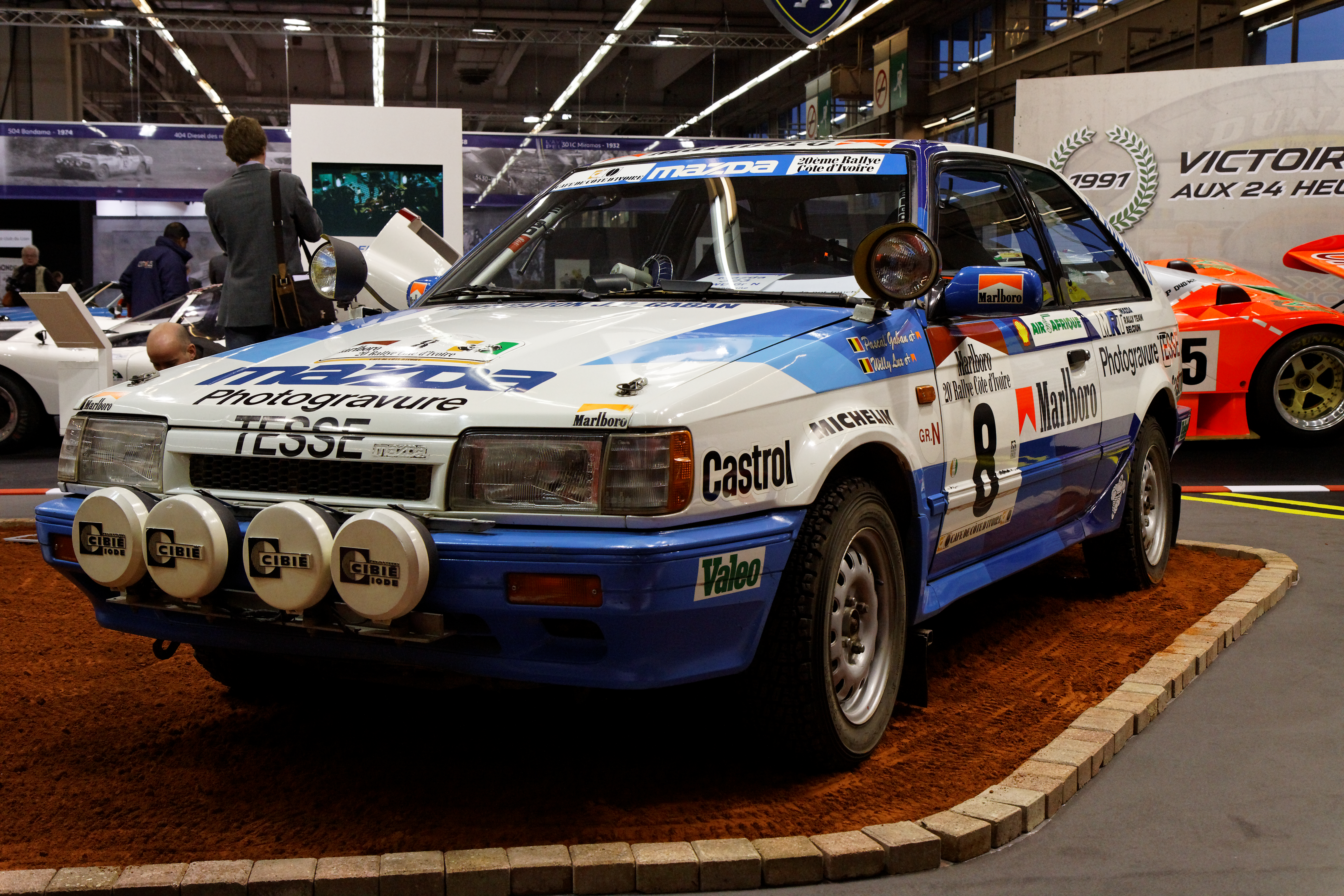
Une Mazda 323 GTX 4WD du Groupe N, équipage P. Gaban et W. Lux en Côte d'Ivoire WRC 1988 (2e à l'arrivée).

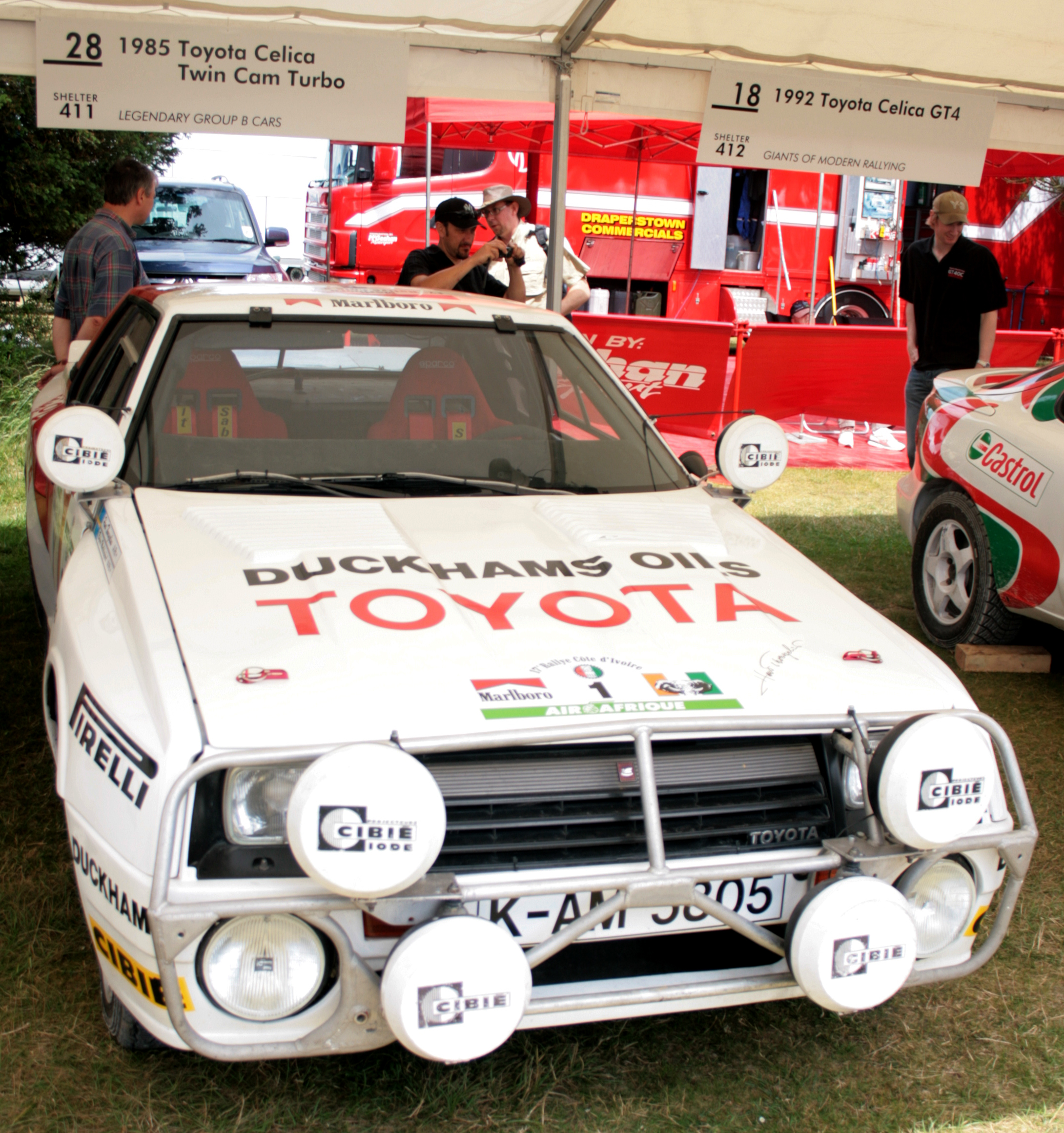
Toyota Celica Twin Cam Turbo (TCT) Gr.B, véhicule vainqueur de l'épreuve en 1985 avec Juha Kankkunen.

| Année | Dénomination - (Championnat)                              | Pilote - Copilote                        | Voiture                                          | Nº de Plaque - Nº concurrent | Dates                       | Partants - Classés |
| ----- | --------------------------------------------------------- | ---------------------------------------- | ------------------------------------------------ | ---------------------------- | --------------------------- | ------------------ |
| 1969  | 1er Rallye Bandama (CI)                                   | Marc Gérenthon Hélène Gérenthon          | Renault 8 Gordini                                | [-]                          | 06-07 décembre 1969         | 58 - 43            |
| 1970  | 2e Rallye Bandama (CI)                                    | Hans Schüller Grassiot                   | Datsun 1600SSS                                   | [-]                          | décembre 1970               | 28 - 5             |
| 1971  | 3e Rallye Bandama (CI)                                    | Robert Neyret Jacques Terramorsi         | Peugeot 504                                      | [-]                          | 10-12 décembre 1971         | 35 - 8             |
| 1972  | 4e Rallye Bandama (CI)                                    | Pas de pilote victorieux                 | Pas de pilote victorieux                         | [-]                          | 28 déc. 1972 3 janvier 1973 | 45 - Aucun classé  |
| 1973  | 5e Rallye Bandama (CI)                                    | Edgar Herrmann Hans Schüller             | Datsun 180B SSS                                  | [N6259CI1] #1                | 28-30 décembre 1973         | 59 - 8             |
| 1974  | 6e Rallye Bandama (CI)                                    | Timo Mäkinen Henry Liddon                | Peugeot 504                                      | [4015QP25] #24               | 27-30 décembre 1974         | 50 - 6             |
| 1975  | 7e Rallye Bandama (CI)                                    | Bernard Consten Gérard Flocon            | Peugeot 504                                      | [3507QT25] #7                | 16-19 décembre 1975         | 39 - 13            |
| 1976  | 8e Rallye Bandama (CI)                                    | Timo Mäkinen Henry Liddon                | Peugeot 504 V6                                   | [2722RB25] #21               | 16-19 décembre 1976         | 50 - 9             |
| 1977  | 9e Rallye Bandama (CI)                                    | Andrew Cowan Johnstone Syer              | Mitsubishi Colt Lancer 1600 GSR                  | [ACM56MI6257] #5             | 15-20 décembre 1977         | 50 - 9             |
| 1978  | 10e Rallye Côte d'Ivoire Bandama (WRC-CI)                 | Jean-Pierre Nicolas Michel Gamet         | Peugeot 504 V6 Coupé                             | [8231RC25] #02               | 21-24 octobre 1978          | 51 - 9             |
| 1979  | 11e Rallye Côte d'Ivoire Bandama (WRC-CI)                 | Hannu Mikkola Arne Hertz                 | Mercedes-Benz 450 SLC 5.0                        | [S:DV9033] #6                | 9-14 décembre 1979          | 57 - 8             |
| 1980  | 12e Rallye Côte d'Ivoire Bandama (WRC-CI)                 | Björn Waldegård Hans Thorszelius         | Mercedes 500 SLC                                 | [S:EH1420] #8                | 9-14 décembre 1980          | 52 - 11            |
| 1981  | 13e Rallye Côte d'Ivoire Bandama (WRC-Afrique-CI)         | Timo Salonen Seppo Harjanne              | Datsun Violet GT                                 | [TKS57YU6752] #4             | 26-31 octobre 1981          | 51 - 9             |
| 1982  | 14e Rallye Côte d'Ivoire Bandama (WRC-Afrique-CI)         | Walter Röhrl Christian Geistdörfer       | Opel Ascona 400                                  | [GG:CJ991] #4                | 27 oct. 01 nov. 1982        | 51 - 6             |
| 1983  | 15e Rallye Côte d'Ivoire Bandama (WRC-Afrique-CI)         | Björn Waldegård Hans Thorszelius         | Toyota Celica TCT                                | [K-RT598] #3                 | 25-30 octobre 1983          | 50 - 8             |
| 1984  | 16e Rallye Côte d'Ivoire Bandama (WRC-Afrique-CI)         | Stig Blomqvist Björn Cederberg           | Audi Sport Quattro                               | [IN-NZ9] #1                  | 31 oct. 04 nov. 1984        | 50 - 6             |
| 1985  | 17e Rallye Côte d'Ivoire Bandama (WRC-Afrique-CI)         | Juha Kankkunen Fred Gallagher            | Toyota Celica TCT                                | [K-AM1364] #3                | 29 oct. 03 nov. 1985        | 50 - 8             |
| 1986  | 18e Rallye Côte d'Ivoire Bandama (WRC-Afrique-CI)         | Björn Waldegård Fred Gallagher           | Toyota Celica TCT                                | [K-AM5660] #3                | 24-27 septembre 1986        | 50 - 11            |
| 1987  | 19e Rallye Côte d'Ivoire Bandama (WRC-Afrique-CI)         | Kenneth Eriksson Peter Diekmann          | Volkswagen Golf GTI 16V                          | [WOB-AH861] #4               | 22-26 septembre 1987        | 43 - 11            |
| 1988  | 20e Rallye Côte d'Ivoire Bandama (WRC-Afrique-CI)         | Alain Ambrosino Daniel Le Saux           | Nissan 200SX                                     | [KNY54NO6208] #3             | 20-24 septembre 1988        | 38 - 10            |
| 1989  | 21e Rallye Côte d'Ivoire Bandama (WRC-Afrique-CI)         | Alain Oreille Gilles Thimonier           | Renault 5 GT Turbo                               | [6876SS84] #9                | 29 oct. 02 nov. 1989        | 60 - 7             |
| 1990  | 22e Rallye Côte d'Ivoire Bandama (WRC-Afrique-CI)         | Patrick Tauziac Claude Papin             | Mitsubishi Galant VR-4                           | [2832WCI1] #1                | 28 oct. 01 nov. 1990        | 32 - 14            |
| 1991  | 23e Rallye Côte d'Ivoire Bandama (WRC-Afrique-CI)         | Kenjiro Shinozuka John Meadows           | Mitsubishi Galant VR-4                           | [J61606] #7                  | 27-31 octobre 1991          | 37 - 9             |
| 1992  | 24e Rallye Côte d'Ivoire Bandama (WRC-Afrique-CI)         | Kenjiro Shinozuka John Meadows           | Mitsubishi Galant VR-4                           | [J48782] #1                  | 31 oct. 02 nov. 1992        | 42 - 13            |
| 1993  | 25e Rallye Côte d'Ivoire Bandama (Afrique-CI)             | Patrice Servant Thierry Brion            | Audi Quattro S2                                  | [FO-883632] #5               | 19-22 juin 1993             | 22 - 5             |
| 1994  | 26e Rallye Côte d'Ivoire Bandama (CI)                     | Patrice Servant Thierry Brion            | Audi Quattro S2                                  | [*33640] #4                  | 8-12 juillet 1994           | 23 - 6             |
| 1996  | 27e Rallye Côte d'Ivoire Bandama (CI)                     | Alain Ambrosino Alain Florentin          | Mitsubishi Lancer Evo III                        | [GG-RC50] #1                 | 12-15 décembre 1996         | 24 - 14            |
| 1997  | 28e Rallye Côte d'Ivoire Bandama (Afrique-CI)             | Alain Ambrosino Alain Florentin          | Mitsubishi Lancer Evo III                        | [GG-RC50] #1                 | 26-29 novembre 1997         | 34 - 13            |
| 1998  | 29e Rallye Côte d'Ivoire Bandama (Afrique-CI)             | Patrice Servant Alain Florentin          | Peugeot 106                                      | [5193CS01] #3                | 25-30 novembre 1998         | 28 - 12            |
| 1999  | 30e Rallye Côte d'Ivoire Bandama (Afrique-CI)             | Marc Molinié Christian Tribout           | Toyota Celica GT-Four                            | [5621BH01] #6                | 25-28 novembre 1999         | ? - 11             |
| 2001  | (2000 Annulé) - 31e Rallye Côte d'Ivoire Bandama (CI)     | Tom Colsoul Bob Colsoul                  | Mitsubishi Lancer Evo VI                         | [RCB-877] #6                 | 27-29 novembre 2001         | 12 - 7             |
| 2003  | 32e Rallye Côte d'Ivoire Bandama (CI)                     | Fané Bakary Konan Clément                | Subaru Impreza GT                                | [4399CZCI1]                  | 12-13 décembre 2003         | 22 - ?             |
| 2005  | 33e Rallye Côte d'Ivoire Bandama (CI)                     | Fané Bakary Konan Clément                | Subaru Impreza GT                                | [4399CZCI1]                  | 8-9-10 avril 2005           | 15 - ?             |
| 2006  | 34e Rallye Côte d’Ivoire Bandama (CI)                     | Patrick Emontspool Alain Robert          | Subaru Impreza WRX9                              | [EMO-005] #3                 | 24-26 novembre 2006         | 15 - 8             |
| 2009  | (2007 35e Annulé) - 36e Rallye Côte d'Ivoire Bandama (CI) | Soumaoro Moriféré Philippe Garcia        | Mitsubishi Lancer Evolution IX                   | [XWR-101] #2                 | 11-13 décembre 2009         | 13 - 7             |
| 2011  | (2010 Annulé) - 37e Rallye Côte d'Ivoire Bandama (CI)     | Soumaoro Moriféré Philippe Garcia        | Mitsubishi Lancer Evolution IX                   | [VUH-249] #1                 | 02-04 déc. 2011             | 16 - 4             |
| 2012  | 38e Rallye Côte d'Ivoire Bandama (CI)                     | Soumaoro Moriféré Philippe Garcia        | Mitsubishi Lancer Evolution IX                   | [214FH01] #1                 | 14-16 décembre 2012         | 19 - 8             |
| 2013  | 39e Rallye Côte d'Ivoire Bandama (Afrique-CI)             | Fané Bakary Fané Moussa                  | Subaru Impreza WRX STI N12                       | [7139EX01] #7                | 01-3 mars 2013              | 17 - 6             |
| 2014  | 40e Rallye Côte d'Ivoire Bandama (Afrique-CI)             | Gary Chaynes Romain Comas                | Mitsubishi Lancer Evolution IX                   | [215FH01] #1                 | 15-17 mars 2014             | 25 - 15            |
| 2015  | 41e Rallye Côte d'Ivoire Bandama (Afrique-CI)             | Gary Chaynes David Israël                | Mitsubishi Lancer Evolution IX                   | [215FH01] #1                 | 06-8 mars 2015              | 23 - 14            |
| 2016  | 42e Rallye Côte d'Ivoire Bandama (Afrique-CI)             | Gary Chaynes David Israël                | Mitsubishi Lancer Evolution IX                   | [215FH01] #1                 | 12-13 février 2016          | 27 - 14            |
| 2017  | 43e Rallye Côte d'Ivoire Bandama (Afrique-CI)             | Soumaoro Moriféré Romain Comas           | Mitsubishi Lancer Evolution X                    | [205GT01] #2                 | 10-12 février 2017          | 30 - 8             |
| 2018  | 44e Rallye Côte d'Ivoire Bandama (Afrique-CI)             | Gary Chaynes Didier Le Borgne            | Mitsubishi Lancer Evolution X                    | [1121GU01] #3                | 23-25 février 2018          | 36 - 15            |
| 2019  | 45e Rallye Côte d’Ivoire Bandama (Afrique-CI)             | Manvir Baryan Dreaw Sturrock             | Škoda Fabia R5 (en)                              | [1-UKF-739] #1               | 23-24 février 2019          | 31 - 20            |
| 2020  | 46e Rallye Côte d’Ivoire Bandama (Afrique-CI)             | Gary Chaynes Romain Comas                | Mitsubishi Lancer Evolution X                    | [3811JS01] #3                | 21-23 février 2020          | 34 - 18            |
| 2021  | 47e Rallye Côte d’Ivoire Bandama (Afrique-CI)             | Gary Chaynes Romain Comas                | Mitsubishi Lancer Evolution IX                   | [215FH01] #2                 | 12-14 mars 2021             | 20 - 12            |
| 2022  | 48e Rallye Côte d’Ivoire Bandama (Afrique-CI)             | Leroy Gabriel Gomes Urshlla Marcia Gomes | Mitsubishi Lancer Evolution IX Team Hermès       | [215FH01] #2                 | 25-27 février 2022          | 30 - 8             |
| 2023  | 49e Rallye Côte d’Ivoire Bandama (Afrique-CI)             | Gary Chaynes Romain Comas                | Mitsubishi Lancer Evolution X Team Hermès Orange | [3811JS01] #01               | 24-26 février 2023          | 24 - 11            |
| 2024  | 50e Rallye Côte d’Ivoire Bandama (Champ.CI)               | Gary Chaynes Romain Comas                | Citroën C3 Rally2 (en) Team Hermes Orange        | [FJ-588-CT] #01              | 23-25 février 2024          | 27 - 12            |
| 2025  | 51e Rallye Côte d’Ivoire Bandama (Champ.CI)               | Abondio Maxime Hugo Miguel Borges        | Mitsubishi Mirage 4WD                            | [6822GS01] #04               | 22-25 mai 2025              | 25 - 11            |

## Devise
La Côte d'Ivoire, une Terre de Rallye, berceau du Rallye du Bandama, le Rallye de l'Impossible.....